# Gentiana arenicola
Gentiana arenicola är en gentianaväxtart som beskrevs av Kerr. Gentiana arenicola ingår i släktet gentianor, och familjen gentianaväxter. Inga underarter finns listade i Catalogue of Life.